# Miura Saga
Saga foi um automóvel esportivo fora-de-série produzido pela Miura entre 1984 e 1988.
Revelado no Salão do Automóvel de 1984, possuía diversos acessórios eletrônicos, como computador de bordo "falante", controle automático de velocidade e faróis escamoteáveis, entre outros. 
O destaque mecânico eram os freios a disco nas quatro rodas. Utilizava mecânica do Volkswagen Santana. Inicialmente erequipado com motor 1.8, a partir de 1988 passou a utilizar motor 2.0.
Essa primeira geração durou até 1988. Em 1989 foi lançado o Saga II, com novo design e vidro traseiro envolvente, em que este e os vidros laterais formam uma única peça.